# آنتونیو روستی
آنتونیو روستی (انگلیسی: Antonio Rosti؛ زادهٔ ۲۳ اکتبر ۱۹۹۳) بازیکن فوتبال است.
از باشگاه‌هایی که در آن بازی کرده‌است می‌توان به باشگاه فوتبال اتلتیکو آرتزو اشاره کرد.